# ポトス
ポトス（Pothos、学名：Epipremnum aureum）は、サトイモ科エピプレムヌム属（和名：ハブカズラ属）の植物の一種。（シノニム：Rhaphidophora aurea,Scindapsus aureus）。かつては「ポトス属」に分類されていた名残で、園芸名はポトスと言われている。和名は、オウゴンカズラ（黄金葛）。原産地はソロモン諸島及び東南アジアの亜熱帯と熱帯雨林である。
和名の由来は蔓性植物で、葉に黄金の斑が入る事にちなむ。

## 特徴
付着根で樹幹や岩上によじ登るつる性植物で、葉が美しいので観葉植物としてよく栽培されている。つる植物の特徴である登はん性を持っており、登上させると葉が成長し、下層に垂らすと葉が縮小する性質を持つ。葉柄は長く茎から互生し、枯れたあとは繊維となって残る。
一般に幼葉が鑑賞されており、葉は卵形から卵状心臓形で、全縁、長さは30–40 cmまで、革質で光沢があり、緑色地に淡黄色の条線や斑点が不規則に入っている。熱帯・亜熱帯地方や温室栽培で地植えされているものは成葉が生じ、長さは70 cm以上に達し、葉身は羽状中裂する。
花は円柱状の肉穂花序で、苞に包まれており早落するが、成株にならないとなかなか咲かない。
比較的少ない光量でも生育するため、室内での栽培が容易で、比較的大きく成長する事から、ホテル・飲食店・銀行・公共施設等、様々な施設で見る事ができる。
最大2mまで伸びる。

## 園芸品種
園芸品種として栽培されるものは、野生種から緑の葉に黄色の斑が入る個体が選択されたものである。また、葉が鮮やかな黄緑色一色の「ライム」や、青緑色の葉に白いマーブル模様の入る「マーブル・クイーン」などが知られている。蔓性の植物のためヘゴに這わせたり、吊り鉢に植えて垂らしたりする。繁殖は挿し芽による。
- ゴールデン・ポトス（英：Golden Pothos）：黄味が濃い斑がより多く入るもので、丈夫でよく栽培される品種[2]。
- マーブル・クイーン（英：Marble Queen）：葉がやや小型で白斑が入る品種で見た目に美しい。性質が弱く耐寒性は劣り、最低気温12–15℃以上は保つ必要がある[2]。
- ライム（英：Lime）：葉が鮮やかなライトグリーンになる品種[2]。
- ハワイアン（英：Hawaiian）：葉の斑が砂子斑状になった品種[2]。
- ビレンス（英：Virens）：葉から斑がなくなって、緑葉となっている品種[2]。

## 栽培
亜熱帯原産の植物であり寒さには弱く、最低温度5℃以上を保つ事が推奨される。とはいえ、寒期においての国内の一般的な室内温度が最低管理温度から逸脱する事は少ないと思われる為、栽培と越冬は比較的容易な部類に入るといえる。繁殖は一般に挿し木により行われ、1–3節のさし穂を使う。
水のやりすぎによる根腐れや寒さや乾燥による症状としては、葉の黄色変色やしおれ等がみられる。その際には土が乾燥するまで水やりを中止し、その後再開すると良い。その他に夏期の過度な直射日光による葉焼け等もあるが、挿し木及び株の切り戻し等の処置を施す。
症状ではないが、登はん性を持っている為、建築物等にからみつき際限の無い成長を見せる事が稀にある。それ故、手入れせずに成長させる際には注意が必要である。

## ギャラリー

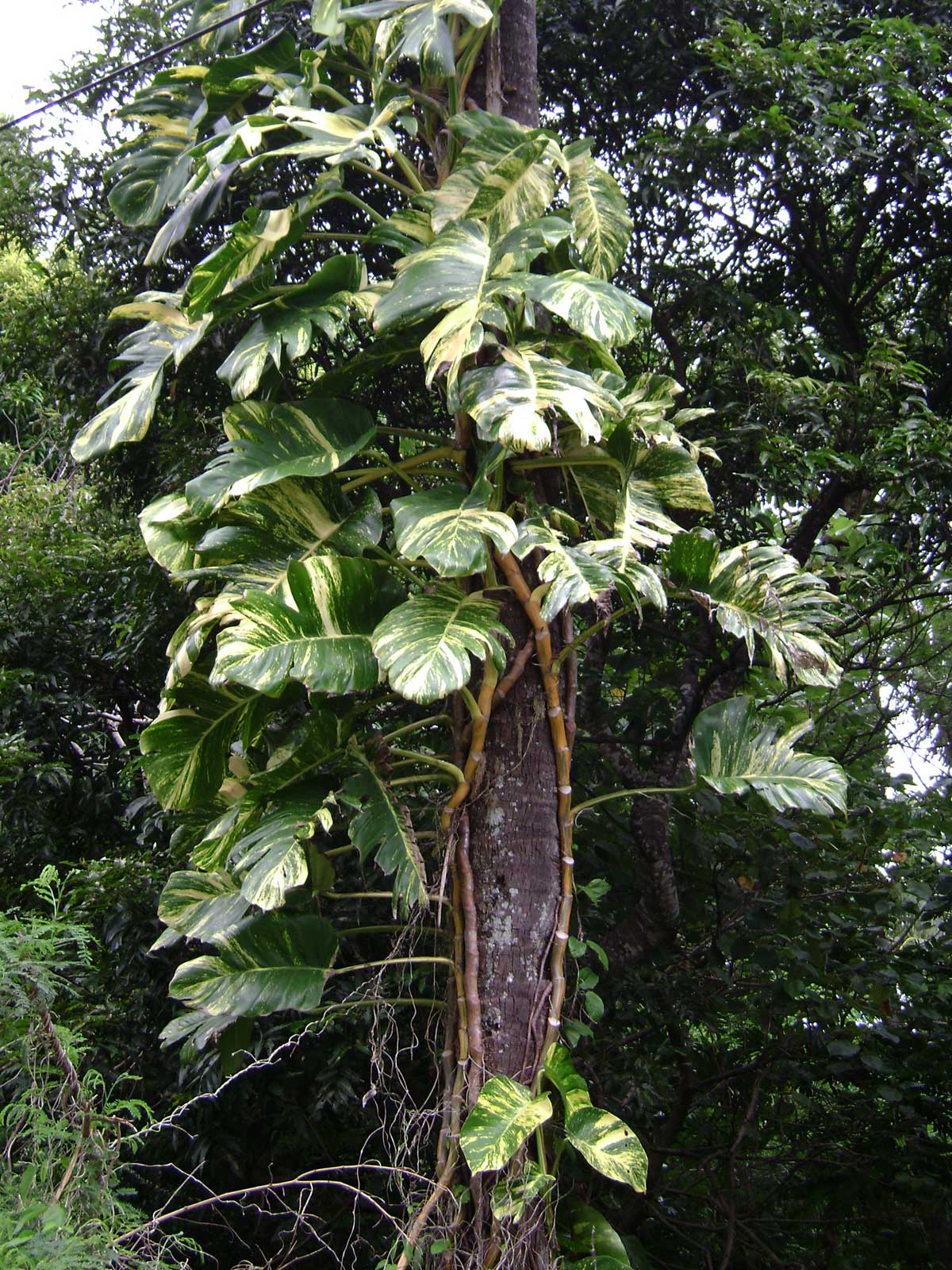
成株では、葉形が幼葉とは形態が異なり、大型で羽状中裂が入る。
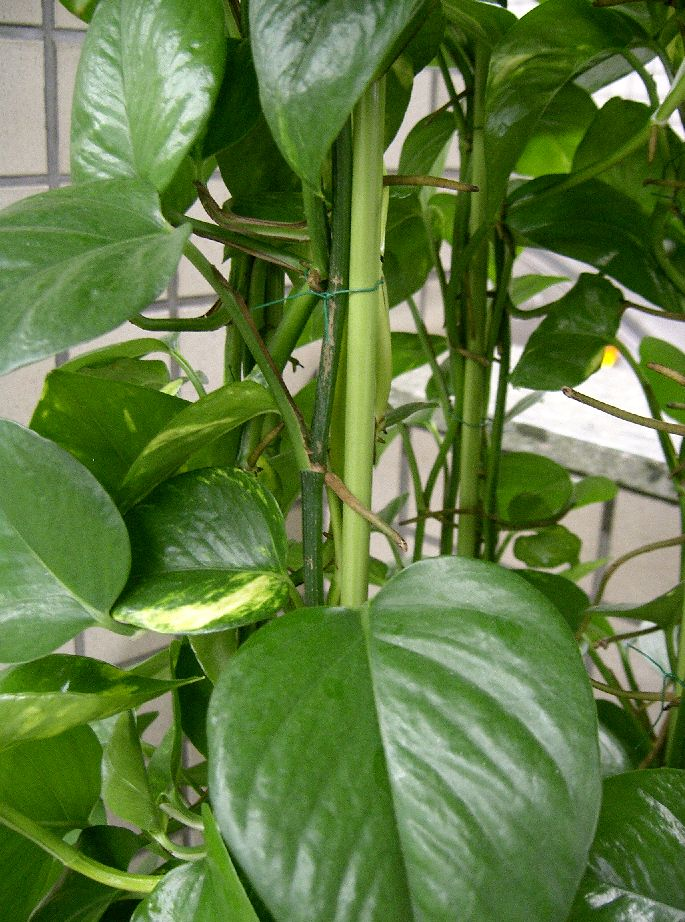
つる茎から付着根をのばして他物によじ登る。
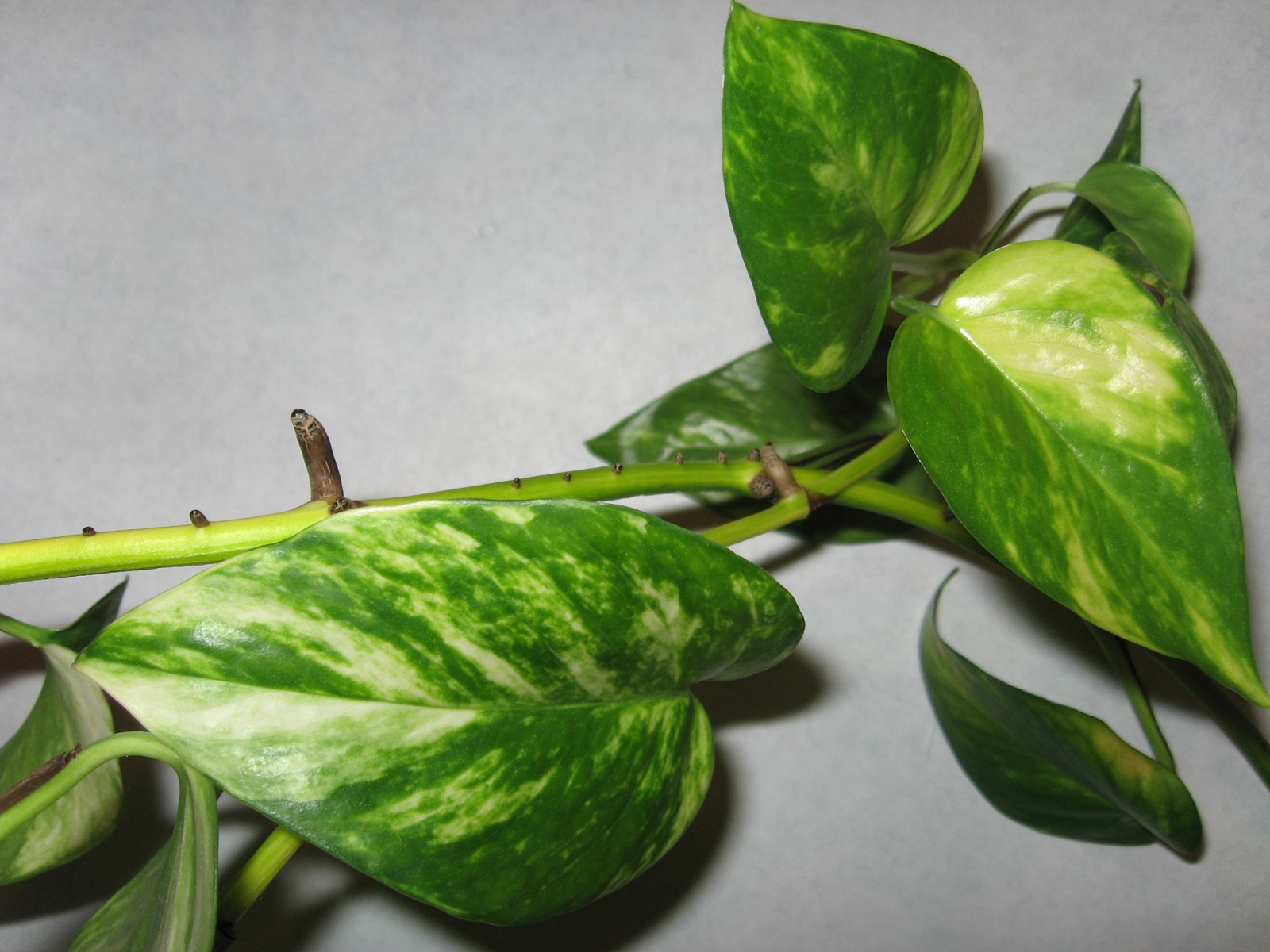
園芸種マーブル・クイーンの葉